# Szlak im. bł. ks. Jana Balickiego
Szlak im. bł. ks. Jana Balickiego (Kruhelski Szlak Spacerowy im. bł. Jana Balickiego) – szlak turystyczny o długości 12,8 km, oznaczony kolorem żółtym. Początek i koniec szlaku ma miejsce przy bazylice archikatedralnej w Przemyślu. Szlak powstał dla upamiętnienia osoby bł. ks. Jana Balickiego.

## Informacje ogólne
Kruhelski szlak ukazuje zabytki, przyrodę i miejsca widokowe o charakterze religijnym i patriotycznym. Szlak ten upamiętnia głównie osobę bł. ks. Jana Balickiego (ważną postać dla Przemyśla), który w tymże mieście pełnił posługę kapłańską i pomagał najbardziej potrzebującym. Został beatyfikowany 18 sierpnia 2002 r. przez papieża Jana Pawła II.
Trasa prowadzi przez miejsca związane z ks. Janem, m.in.: przemyską archikatedrę – miejsce, w którym ks. Balicki poświęcał czas na sakrament pokuty (obecnie w tym miejscu znajduje się sarkofag z jego relikwiami). Ruszając dalej do Seminarium Duchownego – miejsca, gdzie był alumnem, a na końcu rektorem, znajduje się sala pamięci poświęconą temuż kapłanowi. W Kruhelu Wielkim ks. Balicki założył zakład poprawy dla dziewcząt zwany „Domem Bożego Miłosierdzia”. Budynek ten nie przetrwał do naszych czasów. Na przemyskim cmentarzu głównym znajduje się grobowiec ks. Jana. Szlak powstał w 2004 r. (w 2. rocznicę beatyfikacji ks. Balickiego). Czas samego przejścia wynosi około 4 godziny (nie licząc czasu na zwiedzanie położonych przy trasie obiektów).

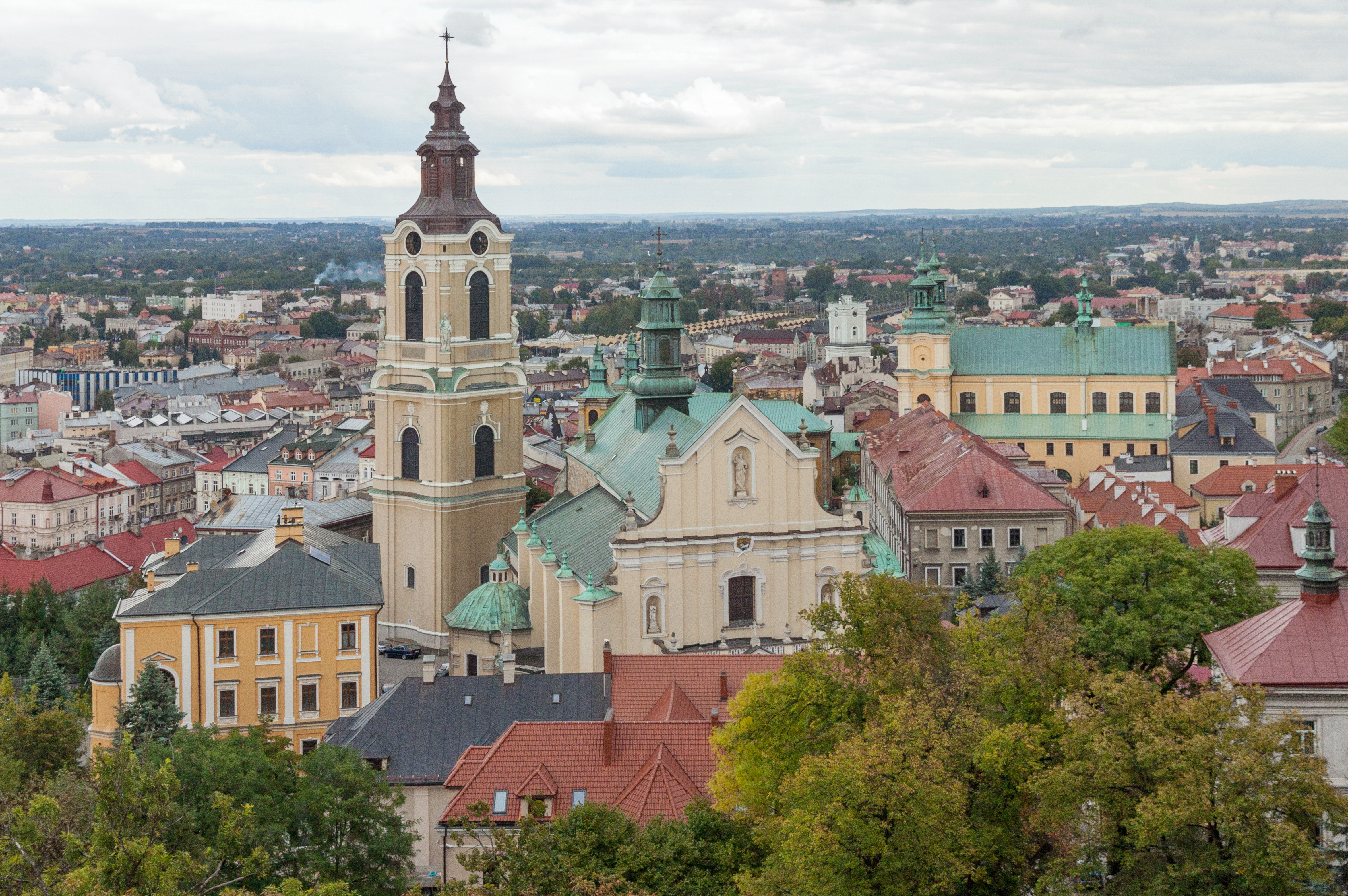
Bazylika katedralna w Przemyślu

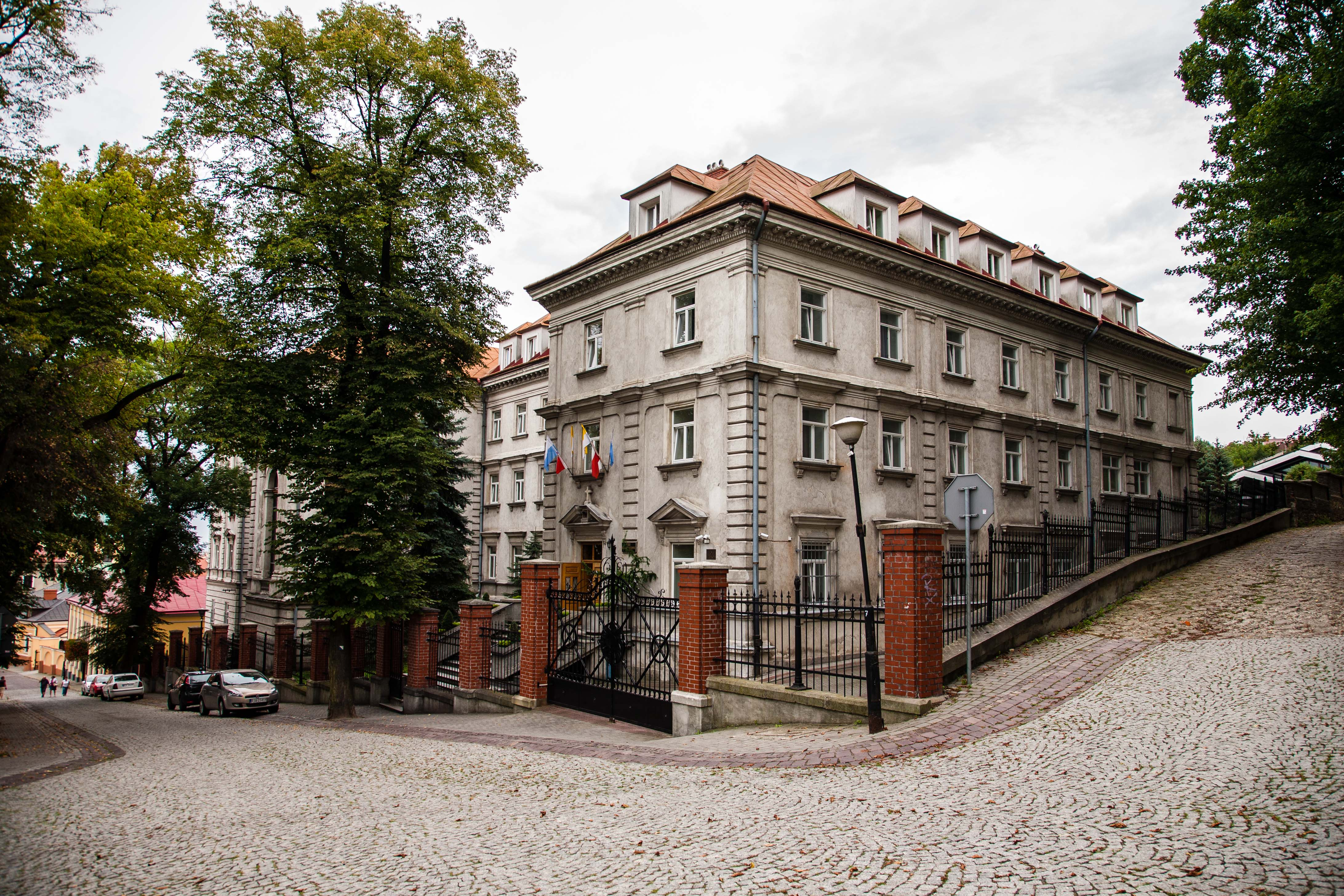
Wyższe Seminarium Duchowne w Przemyślu

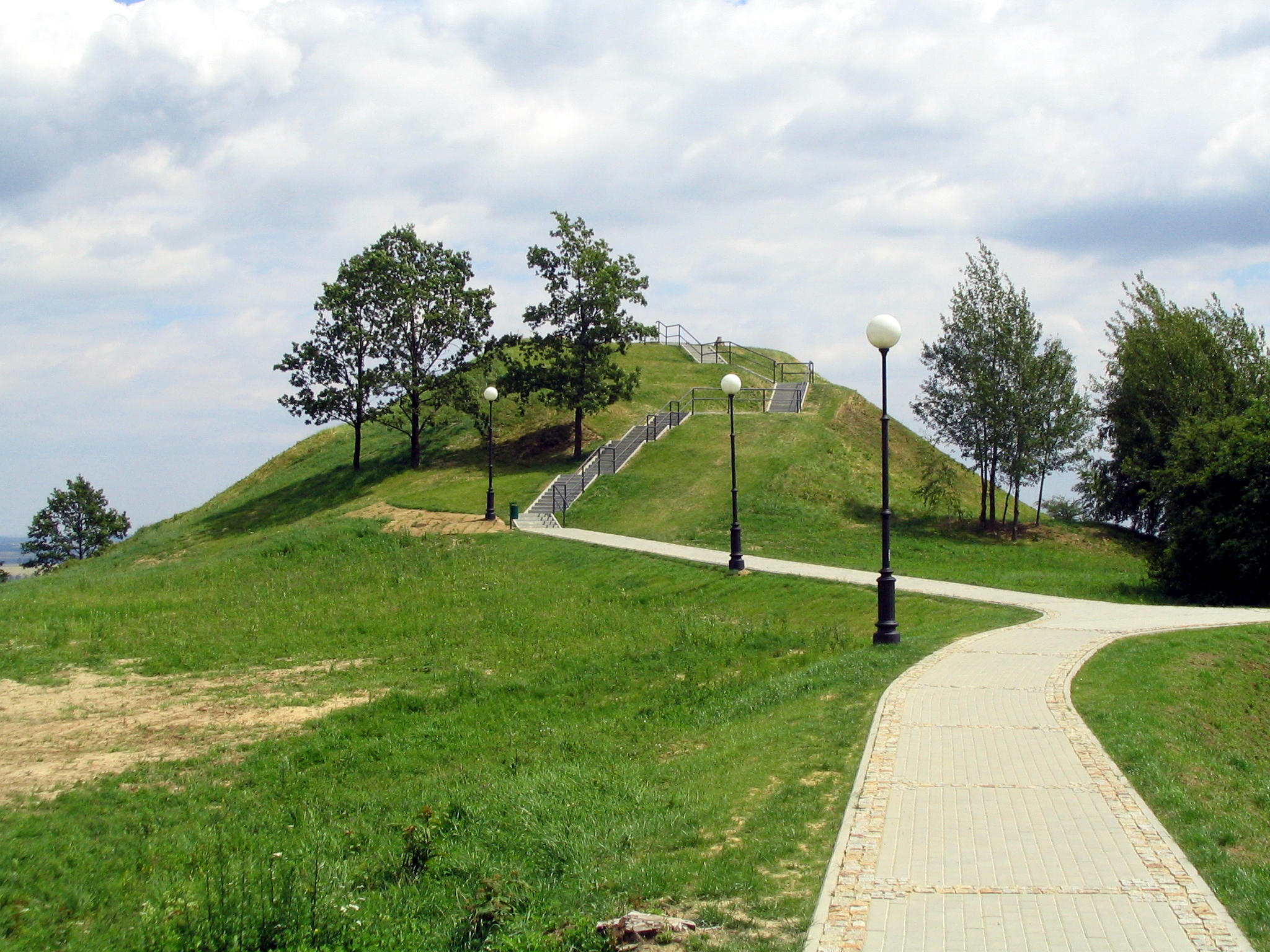
Przemyśl - Kopiec Tatarski

## Przebieg szlaku
Trasa: archikatedra rzymskokatolicka – ul. Zamkowa – ul. Królowej Jadwigi – aleje Parku Miejskiego – ul. Sanocka – ul. Witoszyńska – ul. Kruhel Wielki – Wapielnica (394 m n.p.m.) /skrzyżowanie szlaków turystycznych/ – Przełęcz pod Wapielnicą – ul. Pasteura – ul. Przemysława, alejka spacerowa wzdłuż fortu XVI Zniesienie i Kopca Tatarskiego, parking pod Kopcem – ul. Przemysława – ul. Grochowska – Cmentarz Główny – ul. Przemysława – ul. Sucharskiego – ul. Pelczara – ul. Popiełuszki – ul. Kapitulna – archikatedra rzymskokatolicka.

### Ważniejsze atrakcje na trasie szlaku
Szlak im. bł. ks. Jana Balickiego odnotowuje następujące obiekty:
- Bazylika Archikatedralna Wniebowzięcia NMP i św. Jana Chrzciciela w Przemyślu
- Wyższe Seminarium Duchowne w Przemyślu
- wzgórze zamkowe
- park miejski (z kapliczką NMP)
- drewniana cerkiew greckokatolicka Wniebowstąpienia Pańskiego w Kruhelu Wielkim (XVII w.)
- Wapielnica (nieczynna kopania wapienia i marmuru)
- obelisk poświęconym zamordowanym (w tym miejscu) ponad 2000 Żydom
- bateria Kruhel (3A)
- stok narciarski z wyciągiem krzesełkowym i całorocznym torem saneczkowym
- brama forteczna, prowadzącą do fortu XVI „Zniesienie”
- Krzyż Zawierzenia
- Kopiec Tatarski
- cmentarz wojskowy z Grobem Nieznanego Żołnierza z 1925 roku, pomnik poświęcony Polakom pomordowanym przez NKDW na Kresach Wschodnich, oraz pomnik upamiętniający zbrodnię ludobójstwa Polaków przez ukraińskich nacjonalistów.
- przemyski cmentarz główny
- klasztor i kościół sióstr Karmelitanek

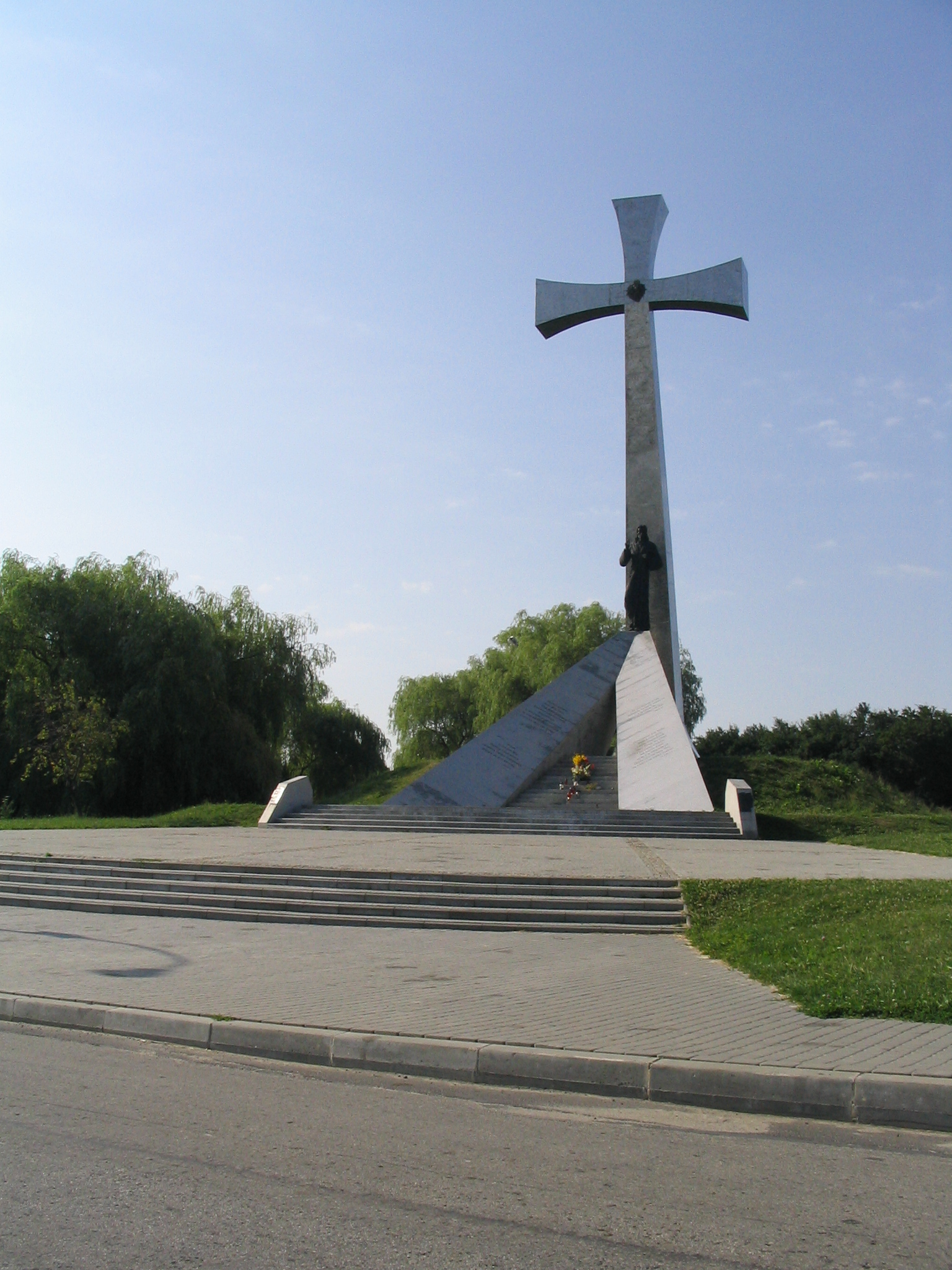
Przemyski Krzyż Zawierzenia